# 安雅·比丽亚尔·汉森
安雅·比丽亚尔·汉森（丹麥語：Anja Byrial Hansen，1973年11月1日—），丹麦女子手球运动员。她曾代表丹麦国家队参加1996年夏季奥林匹克运动会手球比赛，结果获得一枚金牌。